# Jibtop
Die Jibtop ist ein spezielles Segel für ein Segelboot.
Die (manchmal der) Jibtop ist ein Vorsegel. Der Arbeitsbereich (Bereich, in dem das Segel verwendet werden kann) liegt in einem Kursbereich von Am-Wind-Kursen bis zu Raumwind-Kursen, liegt also im Einsatzbereich zwischen der normalen Genua und dem Spinnaker beziehungsweise dem Gennaker.  Die Jibtop ist einer Genua ähnlich, hat aber ein wesentlich höher geschnittenes Schothorn (etwa Großbaumhöhe), was im Kursbereich um den Kurs Halber Wind für eine bessere Anströmung des Großsegels und damit eine höhere Bootsgeschwindigkeit sorgt.